# Cerastium amanum
Cerastium amanum là loài thực vật có hoa thuộc họ Cẩm chướng. Loài này được P.H.Davis mô tả khoa học đầu tiên năm 1968.